# Pajęczynowiec niepozorny

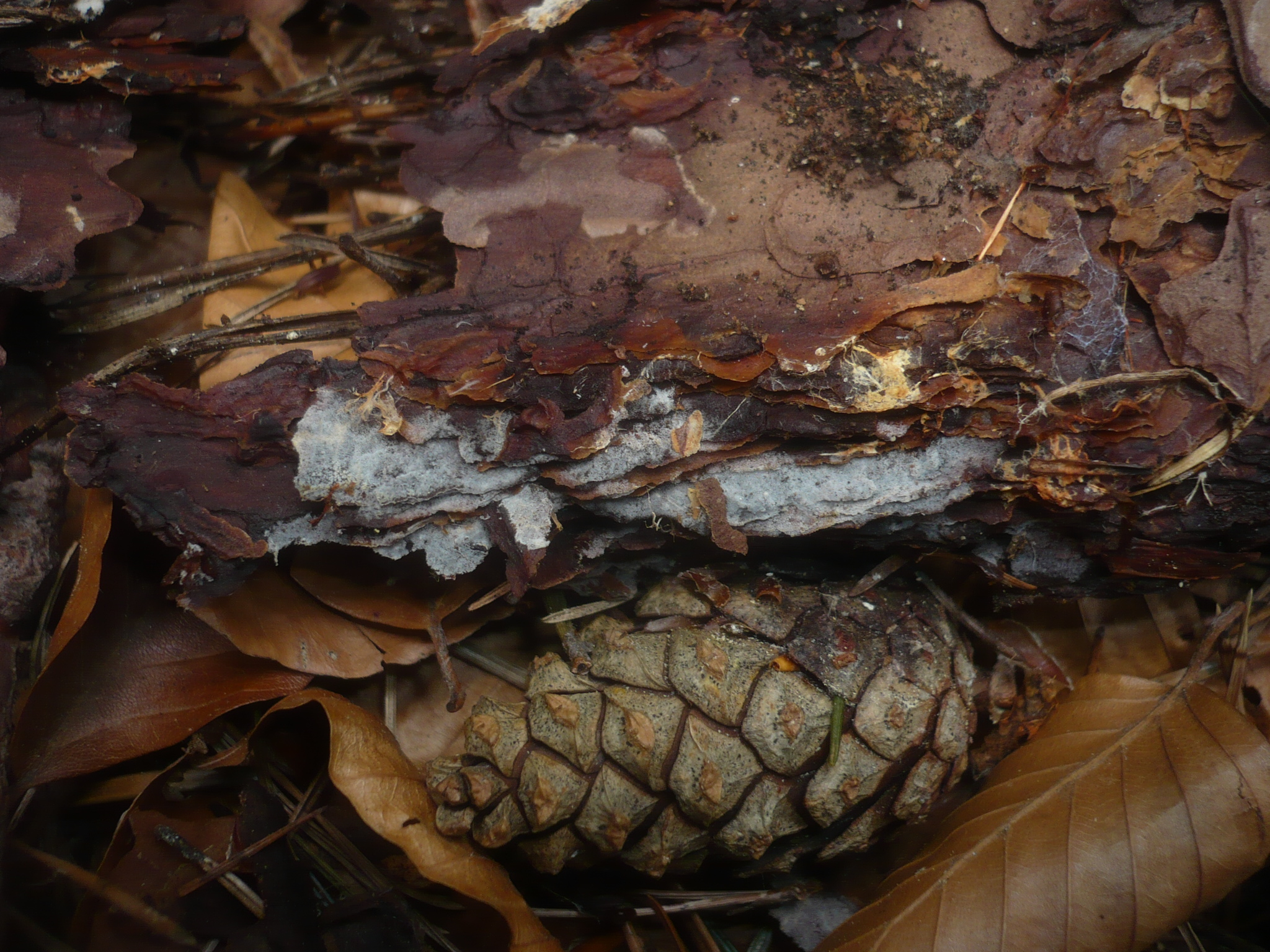

Pajęczynowiec niepozorny (Botryobasidium conspersum J. Erikss.) – gatunek grzybów z typu podstawczaków (Basidiomycota).

## Systematyka i nazewnictwo
Pozycja w klasyfikacji według Index Fungorum: Botryobasidium, Botryobasidiaceae, Cantharellales, Incertae sedis, Agaricomycetes, Agaricomycotina, Basidiomycota, Fungi.
Synonimy:

- Acladium conspersum Link 1809
- Haplotrichum conspersum (Link) Hol.-Jech. 1976
- Oidium conspersum (Link) Linder 1942
- Rhinotrichum bicolor Sumst. 1911
- Rhinotrichum noblesiae Sumst. 1937
- Rhinotrichum olivaceum Bres. 1900
- Sporotrichum conspersum (Link) Fr. 1832
- Sporotrichum floccosum Bres. 1896
- Sporotrichum helvolum Wallr. 1833
- Sporotrichum oosporum Ehrenb. 1818
- Trichosporum conspersum (Link) Fr. 1849

Anamorfa: Oidium conspersum
Nazwę polską zaproponował Władysław Wojewoda w 2003 r.

## Morfologia
Owocnik
Rozpostarty, bardzo cienki, pajęczynowaty, biało-szarawy.
Cechy mikroskopowe
System strzępkowy monomityczny. Strzępki cienkościenne, wszystkie bez sprzążka, w subhymenium o średnicy 4–6 μm, w hymenium 6–7 μm, cienkościenne, rozgałęzione zazwyczaj pod prostym kątem Brak cystyd. Podstawki krótkie, elipsoidalne, o rozmiarach 12–15 × 6–8 μm z 6 sterygmami. Zarodniki niemal cylindryczne lub łódeczkowate, gładkie, cienkościenne, o rozmiarach 7–9 × 2,5–3 μm.
Anamorfa tworzy kolonie o barwie od białej do żółtawej. Konidiofory o jednakowej grubości, o długości do 250 μm, szerokości 6–8 μm, w dolnej części proste, w górnej zakrzywione, 1–7-komórkowe. Konidia elipsoidalne, żółtawe, o rozmiarach 13–22 × 9–12 μm.

## Występowanie
Po raz pierwszy opisany został w Szwecji. Obecnie znane jest jego występowanie tylko w Europie. Na Półwyspie Skandynawskim jest dość częsty. W piśmiennictwie naukowym na terenie Polski do 2003 r. w. Wojewoda podał 3 stanowiska (Puszcza Niepołomicka, Kopiec Kościuszki w Krakowie, Przegorzały).
Saprotrof żyjący na martwym drewnie drzew iglastych i liściastych.